# Comarca de La Cabrera
La Cabrera (en castellà i oficialment) o Cabreira (en asturlleonès cabreirés) és una comarca situada al sud-oest de la província de Lleó, (Comunitat Autònoma de Castella i Lleó). Els municipis cabreireses de Puente de Domingo Flórez i Benuza formen part del Consell Comarcal d'El Bierzo.

## Lingüística
La llengua predominant és el castellà, però amb important influència i presència del lleonès en la seva variant local coneguda com cabreirés, dialecte caracteritzat per la palatalització de la -l- inicial llatina en -ll- (lupus/llop/llobu) o la presència de triptogacions en l'evolució dels grups llatins -ct- o -lt- (tructam/trucha/trueita, multum/molt/mueitu o noctem/nit/nueite). Malgrat estar en perill de desaparició, són diverses les iniciatives que des de les administracions de la comarca es realitzen per a conservar i revitalitzar la parla tradicional de la zona, com el Festival Cèltic de Cabreira

## Límits
Limita al nord amb les comarques tradicionals d'El Bierzo i Maragatería; a l'est amb les comarques de La Valduerna i Valdería; a l'oest amb la comarca de Valdeorras (província d'Ourense) i amb les comarques de Sanabria i La Carballeda (Província de Zamora) al sud.

## Subcomarques
La Cabrera es conforma en dues subcomarcas, Cabrera Alta (Truchas) (a vegades s'esmenen els municipis de Castrocontrigo, Castrocalbón i fins i tot Lucillo a la Cabrera Alta, però la seva inclusió és subjectiva) i Cabrera Baixa. (Benuza, Castrillo de Cabrera, Encinedo i Puentede Domingo Flórez).

## Municipis
- Benuza
- Castrillo de Cabrera
- Encinedo
- Puente de Domingo Flórez
- Truchas

Els municipis de Puente de Domingo Flórez i Benuza formen part del Consell Comarcal d'El Bierzo.

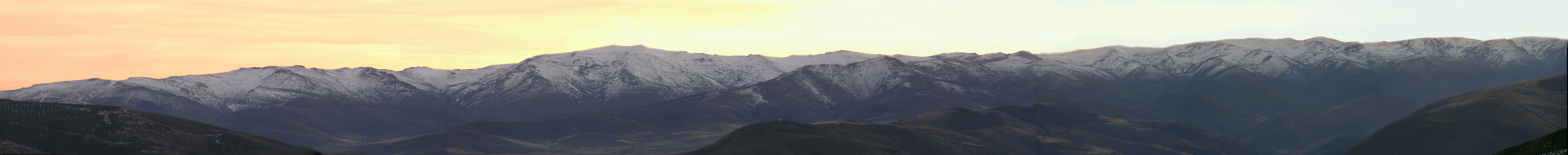
Serra de Cabreira

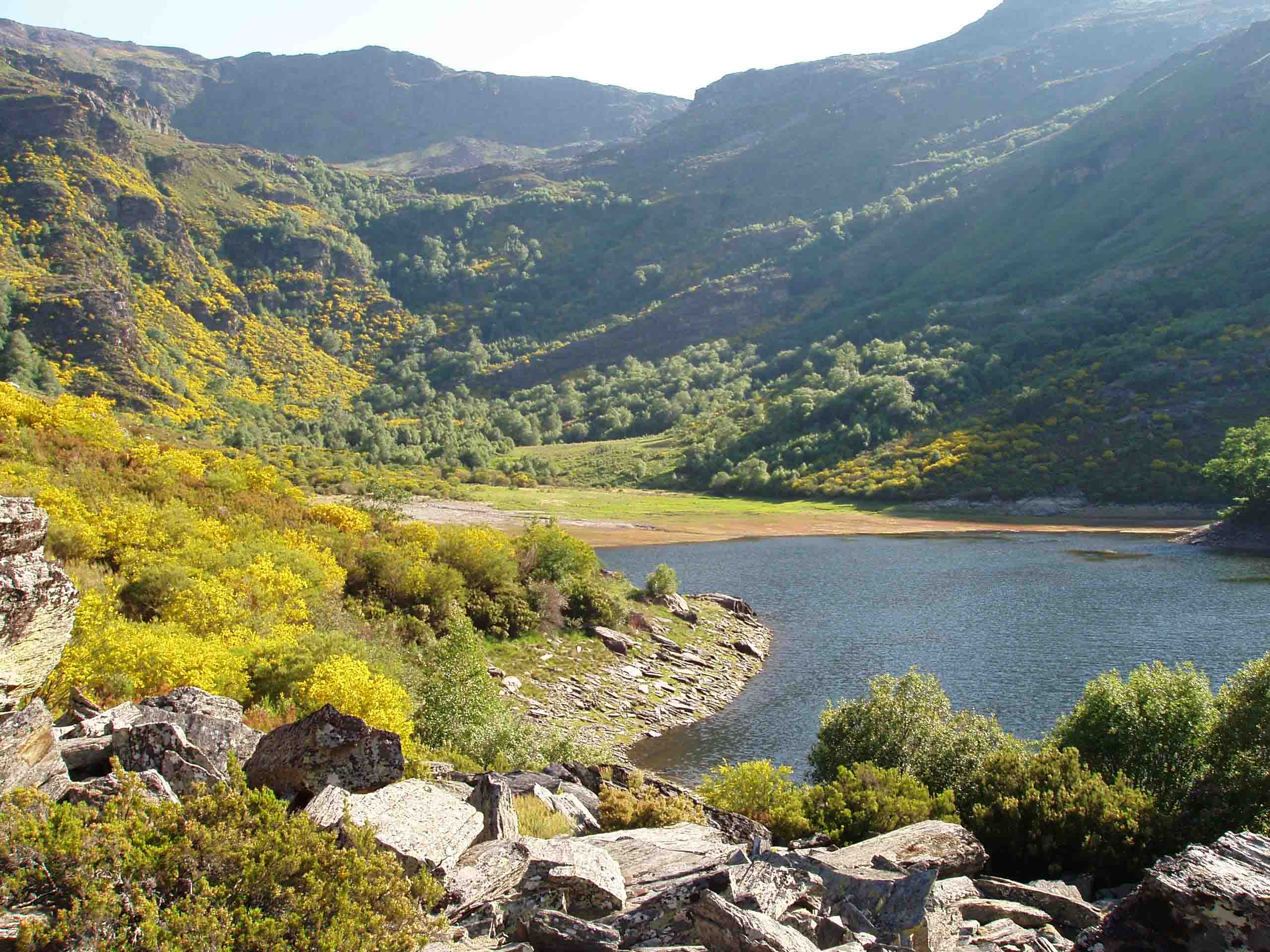
Llac de La Baña

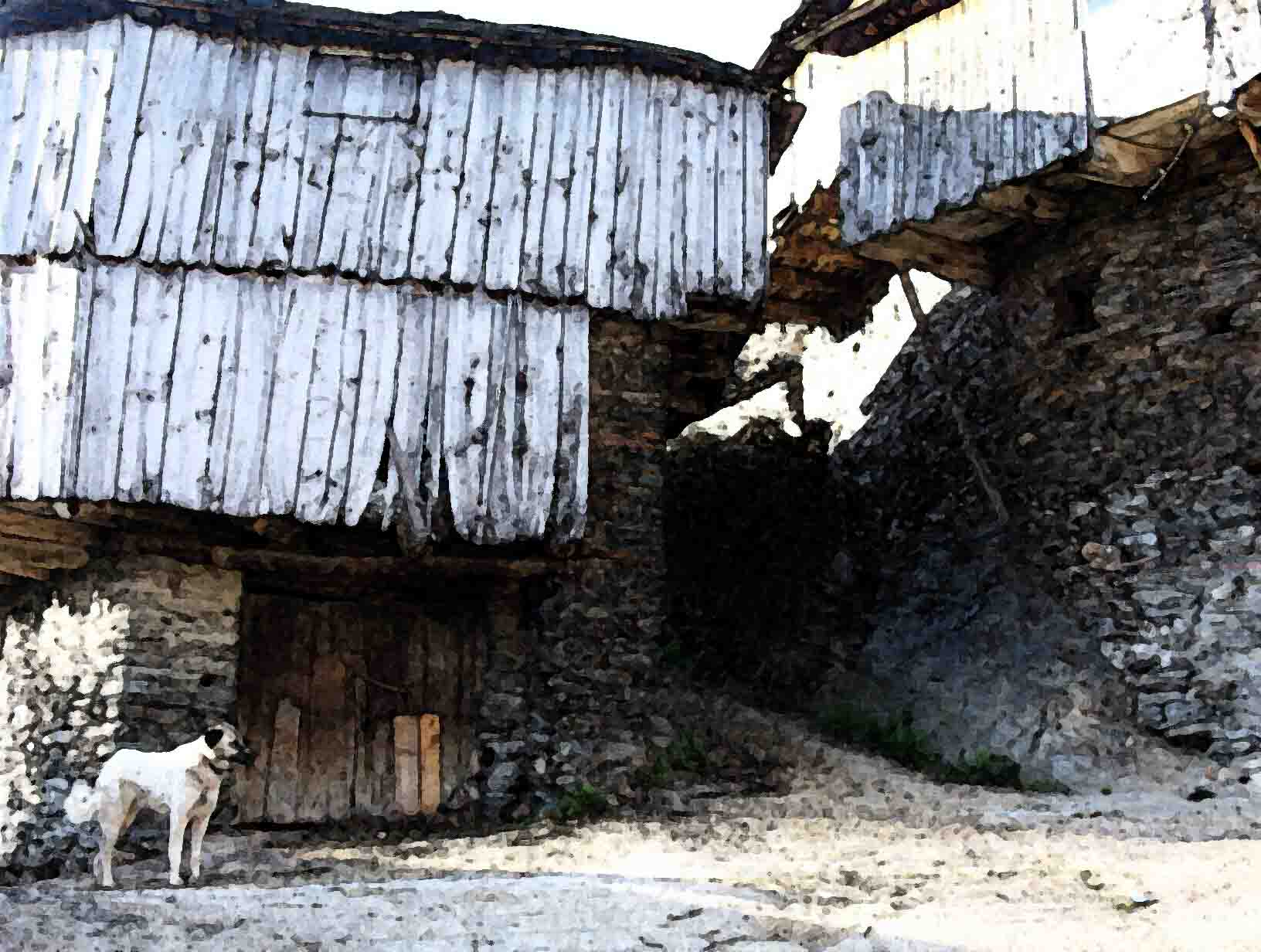
Forna (Cabreira)

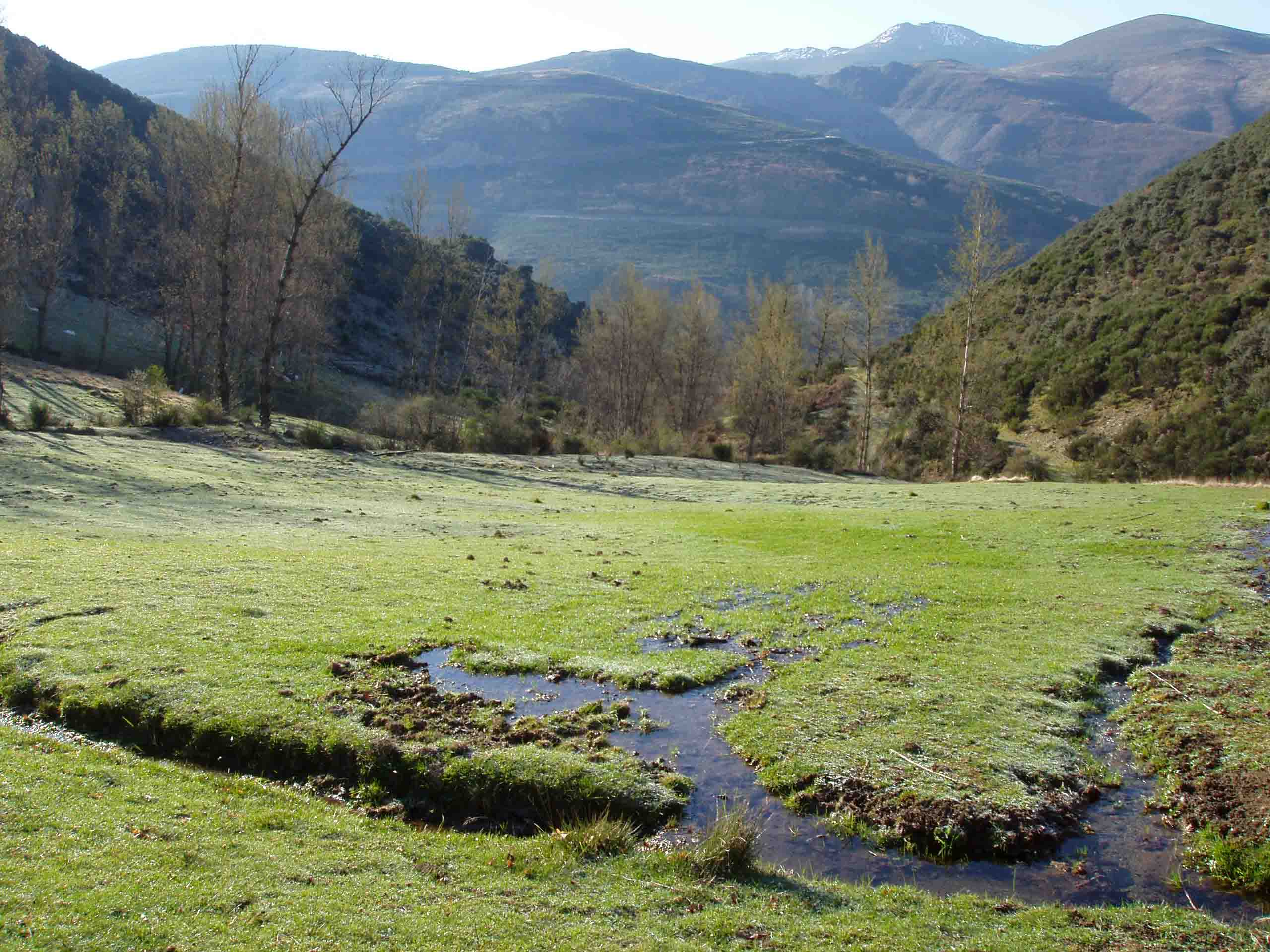
Vall de Valdouteiru (Cabreira)

## Demografia
L'extensió de la comarca és de 959 km², i la seva població (INE, 2005) de 4334 habitants. La densitat de població és molt baixa, entorn dels 4,5 hab/km². El segle xx va ser marcat per una intensa emigració econòmica, amb destinació majoritària a Catalunya, Alemanya, França, Bèlgica i Suïssa. Durant les dècades 1950-1980, la comarca va perdre el 45% de la seva població.
| Any      | 1900   | 1910   | 1920   | 1930   | 1940  | 1950  | 1960  | 1970 | 1981 | 1991 | 1995 | 2000 | 2005 |
| Població | 11.209 | 11.005 | 10.886 | 10.589 | 10812 | 11388 | 11033 | 8605 | 6099 | 5443 | 5422 | 4910 | 4334 |
| Índex    | 100    | 98     | 97     | 94     | 96    | 102   | 98    | 77   | 54   | 49   | 48   | 44   | 39   |

Si la majoria dels emigrants va sortir fora de la comarca, cap notar que aquest període va ser marcat per una forta tendència a la concentració de la població de la comarca en les valls més accessibles del municipi de Puente de Domingo Flórez. Si durant la primera meitat del segle, solament 13% de la població comarcal es localitzava a Puente de Domingo Flórez, aquesta xifra va ascendir a 43% en 2005 (densitat 37 hab/km² en 2005), però en tots els municipis, l'evolució demogràfica és negativa. Si bé Puente de Domingo Flórez puja en proporció, no ho fa en valor absolut, perdent 9% de la seva població entre 1991 i 2005. Aquesta disminució demogràfica deixa moltes terres lliures, i el que podria ser un gran espai natural, no és sols que un paisatge abandonat, de difícil regeneració.
| Any                      | 1900 | 1910 | 1920 | 1930 | 1940 | 1950 | 1960 | 1970 | 1981 | 1991 | 1995 | 2000 | 2005 |
| Benuza                   | 25   | 24   | 24   | 23   | 24   | 22   | 22   | 17   | 17   | 15   | 15   | 19   | 16   |
| Castrillo de Cabrera     | 13   | 13   | 12   | 12   | 12   | 12   | 13   | 10   | 8    | 6    | 5    | 4    | 4    |
| Encinedo                 | 21   | 21   | 21   | 21   | 19   | 22   | 21   | 22   | 17   | 20   | 20   | 21   | 22   |
| Puente de Domingo Florez | 17   | 17   | 18   | 19   | 21   | 20   | 19   | 24   | 34   | 38   | 38   | 40   | 43   |
| Truchas                  | 24   | 25   | 25   | 24   | 24   | 24   | 25   | 28   | 24   | 21   | 21   | 16   | 15   |

| Any                      | 1900 | 1910 | 1920 | 1930 | 1940 | 1950 | 1960 | 1970 | 1981 | 1991 | 1995 | 2000 | 2005 |
| Benuza                   | 2811 | 2598 | 2666 | 2465 | 2586 | 2552 | 2447 | 1470 | 1008 | 817  | 837  | 930  | 707  |
| Castrillo de Cabrera     | 1416 | 1402 | 1310 | 1278 | 1297 | 1350 | 1438 | 829  | 494  | 324  | 288  | 191  | 162  |
| Encinedo                 | 2393 | 2326 | 2253 | 2274 | 2064 | 2451 | 2305 | 1872 | 1054 | 1098 | 1098 | 1027 | 948  |
| Puente de Domingo Flórez | 1935 | 1880 | 1975 | 1984 | 2284 | 2288 | 2049 | 2040 | 2066 | 2045 | 2063 | 1985 | 1869 |
| Truchas                  | 2654 | 2799 | 2682 | 2588 | 2641 | 2747 | 2794 | 2394 | 1477 | 1159 | 1136 | 777  | 648  |

## Història
En el període preromà, La Cabrera se situava en la zona d'extensió de cultura castrenya, com ho mostra el gran nombre de castros que es troben en la comarca: (Corporales, Yeres, etc. La zona va ser conquistada i pacificada per l'emperador romà August, i lliurada a la província de Gallaecia en el conventum de Asturica Augusta (l'actual Astorga). En la comarca es pot trobar restes de carrils romans que servien per a dur aigua d'afluents del riu Cabrera i de la conca del riu Eria fins a les mines d'or de Las Médulas, situades en la proximitat.
També es troben castros preromans (Yeres, Corporales, etc.) d'origen astur, explotació de Las Medulas, etc. Quant als assentaments romans, s'assenyalen com principals els quals corresponen als castros de Nogar, Saceda, Castrillo de Cabrera, Truchas i Corporales, vinculats tots ells a l'època que la febre de l'or va desplaçar a un bon contingent d'homes de l'Imperi a dirigir els treballs d'extracció recolzats en una enorme massa d'esclaus i les corresponents legions que asseguraven l'arribada íntegra del preciós mineral a les arques de Roma, a través d'una antiga via, que recorria des de la desembocadura del riu Sil, tota La Cabrera fins a arribar a Castrocontrigo.
Com en la resta de la província, o potser amb major intensitat, La Cabrera va viure plenament les institucions de l'Alta Edat Mitjana. L'Església, amb l'establiment monacal que va caracteritzar aquesta època, va estar present en tota la comarca, i la sonoritat de sants genuïnament lleonesos, com Sant Martí o Sant Genadi, van omplir amb els seus ressons les fundacions que aglutinava el monestir de San Pedro de Montes, conegudes amb tot detall a través de la nombrosa documentació conservada, que recull els privilegis, exempcions, i cartes de donació d'aquest monestir.
El 1602 s'elaboren les ordenances per a la governació de Cabrera, quedant llavors dividida en tres partits, representats per les seves respectives Juntes: 
- Cabrera i Vall d'Odollo
- Barri de Losada
- Ribera y Casayo

Alhora, aquestes Juntes estaven constituïdes per un representant de cadascun dels trenta-nou Concejos. Les reunions del Partit de Cabrera i Vall d'Odollo se celebraven en la vila de Corporales (estaven representats tots els pobles de Cabrera alta –excepte Villarino, integrat en el Partit de la Vall de Losada- i cinc pobles de la Ribera: Odollo, Castrillo, Saceda, Noceda i Nogar). Les reunions de la Vall de Losada tenien lloc en Quintanilla de Losada. I el Partit de Ribera y Casayo celebrava les seves reunions en Sigüeya. A aquest partit se li sumaven els pobles de Casayo i Lardera que ara pertanyen a Ourense.

## Economia
En l'actualitat, la principal i gairebé única activitat econòmica de la comarca són les pedreres de pissarres, que si bé, van posar fi a l'emigració i van portar un notable benestar econòmic, ocasionen forts danys ambientals. Empreses com Pizarras La Baña, Pizarras El Carmen, Pizarras Franvisa, Pizarras Matacouta, Pizarras Forna, Pizarras Hispanas, Pizarras Expiz, Pizarras Los dos Luises, Pizarras Campo, Grupo Cupa, Pizarras Gonta, Pizarras Mahide, Pizarras Riofrio, Pizarras Forcadas contribuïxen en gran manera a l'economia provincial, al mantenir milers d'ocupacions directes i altres punts indirectes. La Cabrera, juntament amb les comarques veïnes d'El Bierzo i Valdeorras és el primer productor mundial de pissarra.

## Educació
En La Cabrera hi ha 1 guarderia (pública), 1 col·legi públic d'educació infantil i primària i 1 institut d'educació secundària.

## Hidrografia
En la comarca se situa la frontera entre dues conques hidrogràfiques, la del Miño (Cabrera-Sil) i del Duero (Eria). Els regimenes fluvials són pluvio-nivals, marcats amb màxims a l'hivern (màxim de precipitacions) i primavera (desglaç), i a un minimo marcat a l'estiu.

## Clima
El clima de la comarca depèn de tres components principals: l'altitud (de 376 msnm aPuente de Domingo Flórez fins a més de 1200 a Forna), la influència oceànica de l'Atlàntic) i per trets mediterranis a causa de la seva latitud. Les mitjanes, segons l'estació meteorològica més propera (amb condicions climàtiques més o menys anàlogues: As Petarelas, Ourense), són de 12,7 °C (gener 5°, agost 21°: quatre a cinc mesos de sequera, amb juliol i agost totalitzant menys de 20 mm mensuals). Les precipitacions van compreses entre 800 i 1000 mm/any, i el sol lluu unes 2.100 h/any. Cal diferenciar el clima de La Cabrera occidental (o Cabrera Baja), més càlid i humit, i el de La Cabrera oriental (o alta), caracteritzat per un gradient de sequera creixent i per un clima més extrem.